# Jahandar Shah
Mirza Mu'izz-ud-Din Beg Muhammad Khan (10 tháng 5 năm 1661 - 11 tháng 2 năm 1713)  thường được gọi là Jahandar Shah ( phát âm tiếng Ba Tư:  [d͡ʒa'hɑːndɑːr ʃɑːh] ), là Hoàng đế Mugal thứ chín người đã cai trị trong một thời gian ngắn năm 1712 – 1713. Ông là con trai của Bahadur Shah I (Shah Alam) , và là cháu trai của Aurangzeb . Jahandar Shah chỉ cầm quyền trong 11 tháng trước khi bị phế truất. Trong triều đại của mình, Deccan Subah gần như độc lập bởi Zulfiqar Khan Nusrat Jang . Jahandar Shah được kế vị bởi cháu trai Farrukhsiyar vào năm 1713.